# Piotr Rangno
Piotr Rangno (ur. 11 maja 1967 w Dzierżoniowie) – polski akordeonista, absolwent Akademii Muzycznej im. Karola Lipińskiego  we Wrocławiu (dyplom z wyróżnieniem w 1992, klasa Zbigniewa Łuca i Włodzimierza Puchnowskiego).
Naukę gry rozpoczął w wieku 6 lat. Początkowo uczył się w Państwowej Szkole Muzycznej I stopnia im. Wojciecha Kilara w Dzierżoniowie (klasa Zdzisława Korytka). Naukę kontynuował w Państwowym Liceum Muzycznym im. Karola Szymanowskiego we Wrocławiu.
Jest laureatem wielu konkursów muzycznych m.in. Międzynarodowego Konkursu Akordeonowego w Castelfidardo w 1997.
Obecnie koncertuje, jako solista i w zespołach kameralnych w całej Europie. W 2007 wziął udział w koncercie V Dni Fryderyka Chopina w Warszawie (Chopiniana). Dokonał wielu nagrań dla radia i telewizji.

## Dyskografia
- Mazurtango (2004)
- Portrait
- sich üben im lieben